# Strečno
Strečno és un poble i municipi d'Eslovàquia que es troba a la regió de Žilina, al centre-nord del país.

## Història
La primera menció escrita de la vila es remunta al 1321.

## Demografia
| Godina             | 1994 | 2004    | 2014   | 2024   |
| ------------------ | ---- | ------- | ------ | ------ |
| Nombre de persones | 2406 | 2648    | 2565   | 2572   |
| Diferència         |      | +10,05% | −3,13% | +0,27% |

| Godina             | 2023 | 2024   |
| ------------------ | ---- | ------ |
| Nombre de persones | 2589 | 2572   |
| Diferència         |      | −0,65% |

## Viles agermanades
- Šenov, República Txeca